# Farinelli (film)
Farinelli är en film från 1994 om den neapolitanska kastratsångaren Farinelli. Filmen regisserades av Gérard Corbiau, och titelrollen spelades av Stefano Dionisi. Filmen vann en Golden Globe för Bästa utländska film 1995, och nominerades till en Oscar i samma kategori.
Sången i filmen gjordes av två mycket skickliga vokalister, polska sopranen Ewa Małas-Godlewska, och amerikanske countertenoren Derek Lee Ragin. Deras röster blandades elektroniskt i ljudstudio, för att försöka komma den typiska kastratsången så nära som möjligt.

## Rollista
| Stefano Dionisi                  | – Carlo Broschi (Farinelli) |
| Enrico Lo Verso                  | – Riccardo Broschi          |
| Elsa Zylberstein                 | – Alexandra                 |
| Jeroen Krabbé                    | – George Frideric Handel    |
| Caroline Cellier                 | – Margareth Hunter          |
| Renaud du Peloux de Saint Romain | – Benedict                  |
| Omero Antonutti                  | – Nicola Porpora            |
| Marianne Basler                  | – Grevinnan Mauer           |
| Pier Paolo Capponi               | – Broschi                   |